# Måns Kruse
Måns Kruse, född 1555, död 1621, var en svensk godsägare.

## Biografi
Måns Kruse var son till Sigvard Kruse och Alfrid Månsdotter Natt och Dag (död 1588) som var dotter till ståthållaren Måns Johansson (Natt och Dag) (1500-1555).
Kruse grundade säteriet Älghammar i Björnlunda socken, Södermanland efter vilket släkten benämndes vid sin introduktion på riddarhuset. Han ägde även Västergården i Erikstads socken, Sjöberg säteri i Öggestorps socken, Lida säteri i  Gamleby socken, Fossala gård i Ekebyborna socken, Ettringstorp gård i Åsbo socken, Eklabo gård och Bösebo i  
Blåviks socken, Veda gård i Lästringe socken,  Holmby gård i Ripsa socken Södermanland, Lundby herrgård i Frustuna socken, Danbyholm herrgård i 
Björkviks socken, Ekhov säteri i Björnlunda socken, hemmanet Fittja gård i Botkyrka socken samt Kvedby och Egersta i Rönö härad, Runtuna socken
 samt frälsegården Gärdesta möjligen hade han hunnit göra gården till säteri innan han avled 1621. Han begravdes i Björnlunda kyrka, Södermanlands län. Hans och hans frus vapen med årtalet 1618 återfinns på predikstolarna i Frustuna och Lästringe kyrkor i Södermanland.

### Familj
Kruse gifte sig första gången 26 november 1592 på Näs i Östergötland med Brita Hård (1555-1592) som var dotter till Hans Persson Hård (född 1535), till Runkärr och Christina Bengtsdotter Ulfsax. De fick tillsammans barnen Alfrid Kruse som var gift med assessorn Chrisman Lillie af Gregor Mattssons ätt och översten Sigvard Månsson Kruse (död 1624).
Kruse gifte sig andra gången med Anna Gylle som var dotter till Hans Eriksson, till Rundekäpp. De fick tillsammans barnen riksdagsmannen och godsägaren Johan Kruse (död 1630), Anna Kruse som var gift med kammarherren David Stuart och en dotter (död 1621).